# Rebbenesøya
Rebbenesøya (en Nordsamisk Ruobbá) est une île du comté de Troms og Finnmark, sur la côte de la mer de Norvège. L'île est répartie entre les municipalités de Karlsøy et Tromsø.

## Description
L'île de 80,6 km2 est répartie sur les deux municipalités (le tiers sud à Tromsø, les deux tiers nord à Karlsøy). Il existe une liaison régulière par ferry entre Bromnes à l'extrémité est de Rebbensøya et Mikkelvik à l'extrémité nord-ouest de l'île voisine de Ringvassøya.
Sur Rebbenesøya, il existe de nombreuses montagnes qui conviennent aux touristes qui aiment le plein air et la randonnée. Il y a aussi environ 20 lacs de pêche. La réserve naturelle insulaire inhabitée de Sørfugløya se trouve au large de la côte nord-ouest.
L'école de l'île est à Skogvika ; il comptait six élèves au cours de l'année scolaire 2012/2013. L'île possède également une épicerie située à Engvika.

## Histoire
Douze commandos norvégiens de la compagnie Linge (Norwegian Independent Company 1 (en)) ont été attaqués par un dragueur de mines allemand à Toftefjord sur l'île de Rebbenesøya le 30 mars 1943. Le seul homme qui s'est échappé était Jan Baalsrud. Sur une période de trois mois et endurant des conditions difficiles, il a été aidé par des patriotes à s'échapper en Suède. Un monument aux morts est situé à Toftefjord.